# Parque Jurásico (franquicia)
Parque Jurásico (Jurassic Park en inglés) es una franquicia literaria, cinematográfica y de videojuegos que comenzó con la novela de mismo título del escritor estadounidense Michael Crichton, publicada por primera vez en Estados Unidos en 1990. Posteriormente fue adaptada como una película del mismo nombre dirigida por Steven Spielberg. Es considerada a menudo como un relato de preocupación sobre la manipulación biológica del mismo modo que lo hizo la novela Frankenstein de Mary Shelley en su tiempo. En este relato se utiliza el concepto matemático de la teoría del caos y sus implicaciones filosóficas para explicar el colapso de un parque de atracciones que tiene como espectáculo principal ciertas especies de dinosaurios recreadas artificialmente.
Con la publicación de la novela, surgió un interés desmesurado en los dinosaurios, un fenómeno que se conoce como dinomanía, lo cual dio lugar a la versión fílmica de la novela, protagonizada por Sam Neill, Laura Dern, Jeff Goldblum y Richard Attenborough.
La película muestra dinosaurios recreados a partir de robótica y animación digital, de una manera muy realista, nunca antes vista hasta entonces, lo que le valió tres premios Óscar en las categorías: mejores efectos especiales (Stan Winston), mejor sonido y mejor edición de sonido. En su tiempo, la película fue el mayor éxito de la historia del cine, y dio lugar a la publicación de una segunda novela, El mundo perdido, del mismo autor, y a la versión fílmica correspondiente, estrenada en 1997.
En el año 2001 se estrenó la tercera parte de la saga, la cual no se basa en ninguna novela; fue la primera de la serie no dirigida por Steven Spielberg, aunque él seguía siendo parte de la producción.
La cuarta película por un tiempo estuvo cancelada producto de la muerte de Michael Crichton, pero el 14 de enero de 2010 una entrevista con Joe Johnston vino a confirmar lo contrario cuando aseguró que se rodaría una nueva película, que probablemente sería el comienzo de una nueva saga. En mayo de 2013, Universal Studios definió 15 de junio de 2015 como fecha de estreno, llamándola Jurassic World, dirigida por Colin Trevorrow. El estreno mundial se adelantó al 12 de junio de 2015 y en México fue estrenada el 11 de junio del mismo año. 3 años después,se estrenaría Jurassic World: Fallen Kingdom, la secuela de la película se estrenó el 7 de junio en España y el estreno mundial el día 22 del mismo mes del año 2018. Con $4,997 millones en taquilla es la segunda franquicia más importante para Universal Pictures, detrás solo de Rápido y Furioso y la novena saga más exitosa del cine. En 2019 se estrenó el cortometraje Battle at Big Rock que ocurre después de los acontecimiento de Jurassic World: El reino caído.  En el 2020, se estrenó en Netflix la primera serie oficial de la saga, y está ambientada  durante los hechos de Jurassic World; es decir, durante el escape de la I-Rex. Jurassic World: Dominion (2022) es la última parte de la franquicia.

## Trama del libro
La introducción de la novela se presenta como un breve informe de las consecuencias del incidente de InGen, que ocurrió en agosto de 1989. Esta "ficción como presentación del hecho" había sido utilizada por Crichton anteriormente, notablemente en Devoradores de cadáveres y La amenaza de Andrómeda. Poco después del inicio de la historia, un grupo de científicos (que incluyen al paleontólogo Alan Grant y el matemático Ian Malcolm) son invitados a la inspección previa de Parque Jurásico, un parque de atracciones creado por el millonario John Hammond (fundador de InGen) en la Isla Nublar (ficticia, localizada cerca de Costa Rica). Hammond desea escuchar las opiniones de los científicos y conseguir finalmente su aprobación del parque; Malcolm expresa dudas desde el principio.
El parque contiene dinosaurios, que se han reconstruido a partir del ADN encontrado en mosquitos preservados en ámbar. Hammond y sus ingenieros genéticos, con el Dr. Henry Wu a la cabeza, explican las maneras en las que recrearon a los dinosaurios. Los científicos se muestran aprensivos cuando descubren que los dinosaurios se han estado procreando por sí mismos, a pesar de los esfuerzos de InGen de mantener controlada su autoprocreación al diseñarlos estériles.
La acción comienza cuando Dennis Nedry, el principal programador informático de Parque Jurásico, intenta robar embriónes de dinosaurios según un trato con Lewis Dodgson, quien trabaja para uno de los competidores de John Hammond, la empresa Biosyn. Para poder lograr esto, debe desconectar los sistemas de seguridad; esto conlleva que las cercas electrificadas donde habitan los dinosaurios se vean privadas de energía y, de hecho, provoca que muchas especies peligrosas escapen. Por lo tanto, un gran número de dinosaurios provocan fatales encuentros con el personal del parque y los visitantes, quienes permanecen dentro del parque.
Finalmente, varios de los personajes salen vivos de la isla (Grant, Gennaro, Sattler , Muldoon) pero otros no. La isla es destruida por las Fuerzas Aéreas de Costa Rica, aunque se muestra una preocupante evidencia de que varios velociraptores pudieron haber escapado, así como cierto número de procompsognatidos. El gobierno de Costa Rica detiene a los supervivientes del incidente indefinidamente.
El libro tiene una secuela, El mundo perdido, también escrita por Michael Crichton.
Uno de los temas expresados a través de esta historia y sus secuelas es sobre los dinosaurios homeotérmicos (de sangre caliente); una teoría popularizada por el paleontólogo Bob Bakker. La novela es más oscura que la película en tono y en contenido, con violencia gráfica y una mayor cantidad de muertes.

## Películas
Steven Spielberg dirigió posteriormente Parque Jurásico, filmando la película en las islas hawaianas de Oahu y Kauai en septiembre de 1992. Se estrenó en 1993, y está protagonizada por Sam Neill, Laura Dern, Jeff Goldblum y Richard Attenborough. Muchos argumentos de la novela fueron cambiados o eliminados, y los aspectos más oscuros o violentos de la historia fueron transformados en aspectos mucho más amables. La trama secundaria que implicaba que los animales se escapaban de la isla fue ignorado, y la cantidad de dinosaurios se vio limitada para hacerla más manejable.
Muchos personajes secundarios también fueron descartados. Algunas escenas se realizaron igual que en la novela, pero con algunos cambios en las especies de dinosaurios relevantes. La película fue extremadamente popular, ganando en total $919.700.000 dólares a nivel mundial, el nivel más alto en ese entonces, y el séptimo lugar a nivel mundial en recaudación total hasta 2006.
Gran parte del éxito de la película fue debido a sus efectos especiales, creados principalmente por Industrial Light and Magic. Con el uso de efectos mecánicos convencionales y gráficos CGI, los dinosaurios en la película parecían relativamente realistas, debido a la experiencia que ILM había adquirido en películas anteriores tales como Terminator 2: el juicio final. Parque Jurásico marcó un antes y un después en la industria de Hollywood, pues se pasó de los efectos ópticos convencionales a las técnicas digitales.
La película ganó tres Óscar de la Academia por sus efectos visuales, los efectos sonoros, y edición de sonido, y generó seis secuelas, The Lost World: Jurassic Park (1997)  Parque Jurásico III (2001) Jurassic World: Mundo Jurasico (2015) Jurassic World: El reino caído (2018) Jurassic World: Dominion (2022) Jurasic World: Rebirth (2025) También existen atracciones basadas en Parque Jurásico en los parques temáticos de Universal Studios en Orlando, California, Osaka y Singapur y en un futuro en Beijing

## Recepción

### Recaudación
| Película                       | Estreno             | Recaudación (US$) | Recaudación (US$) | Recaudación (US$) | Posición  | Posición | Posición   | Presupuesto (US$) | Referencia |
| Película                       | Estreno             | Doméstico         | Internacional     | Mundial           | Doméstico | Mundial  | Franquicia | Presupuesto (US$) | Referencia |
| ------------------------------ | ------------------- | ----------------- | ----------------- | ----------------- | --------- | -------- | ---------- | ----------------- | ---------- |
| Parque Jurásico                | 11 de junio de 1993 | 404 214 720       | 695 713 583       | 1 099 928 303     | #29       | #41      | #1         | 63 000 000        | [ 4 ]      |
| The Lost World: Jurassic Park  | 23 de mayo de 1997  | 229 086 679       | 389 552 320       | 618 638 999       | #141      | #158     | #4         | 73 000 000        | [ 5 ]      |
| Parque Jurásico III            | 18 de julio de 2001 | 181 171 875       | 187 608 934       | 368 780 809       | #234      | #335     | #7         | 93 000 000        | [ 6 ]      |
| Jurassic World                 | 12 de junio de 2015 | 652 385 625       | 1 018 130 819     | 1 671 516 444     | #8        | #6       | #2         | 150 000 000       | [ 7 ]      |
| Jurassic World: El reino caído | 22 de junio de 2018 | 417 719 760       | 892 746 536       | 1 310 466 296     | #25       | #15      | #3         | 170 000 000       | [ 8 ]      |
| Jurassic World: Dominion       | 10 de junio de 2022 | $376,004,695      | $625,624,488      | $1,001,625,488    | #49       | #50      | #6         | 165 000 000       | [ 9 ]      |
| Jurassic World: Rebirth        | 2 de julio de 2025  |                   |                   | $778,238,734      | #         | #        | #5         | 180 000 000       |            |
| Total                          | Total               | $1,884,578,659    | $3,117,752,192    | $6,070,956,339    | #16       | #9       | -          | 714 000 000       | -          |

### Crítica
La saga completa ha recibido críticas generalmente positivas. La primera película recibió críticas positivas y fue elogiada por la crítica y la audiencia. La segunda y tercera película recibieron críticas mixtas, la tercera recibiendo menos aceptación de los fanes. La cuarta película una vez más recibió críticas generalmente positivas de parte de la crítica, así como de la audiencia y los fanes. La quinta película recibió reseñas mixtas a positivas de la crítica y la audiencia. La sexta película recibió reseñas mixtas a negativas de la crítica y la audiencia.
En la siguiente tabla se muestran las calificaciones que ha recibido cada película en diferentes sitios de reseñas, así como la calificación promedio de la franquicia completa.
| Película                       | Rotten Tomatoes   | Rotten Tomatoes   | Rotten Tomatoes       | Metacritic      | CinemaScore | IMDb                | FilmAffinity        |
| ------------------------------ | ----------------- | ----------------- | --------------------- | --------------- | ----------- | ------------------- | ------------------- |
| Parque Jurásico                | 92% (130 reseñas) | 85% (40 reseñas)  | 91% (1 068 965 votos) | 68 (20 reseñas) | A           | 8.1 (918 264 votos) | 7.0 (145 252 votos) |
| The Lost World: Jurassic Park  | 53% (78 reseñas)  | 53% (19 reseñas)  | 51% (650 909 votos)   | 59 (18 reseñas) | B+          | 6.6 (397 302 votos) | 5.7 (49 190 votos)  |
| Parque Jurásico III            | 49% (186 reseñas) | 35% (46 reseñas)  | 36% (526 059 votos)   | 42 (30 reseñas) | B-          | 5.9 (306 945 votos) | 4.8 (32 518 votos)  |
| Jurassic World                 | 71% (355 reseñas) | 60% (75 reseñas)  | 78% (224 384 votos)   | 59 (49 reseñas) | A           | 7.0 (605 953 votos) | 5.8 (52 811 votos)  |
| Jurassic World: El reino caído | 47% (431 reseñas) | 49% (88 reseñas)  | 48% (25 000 votos)    | 51 (59 reseñas) | A-          | 6.2 (286 743 votos) | 5.6 (27 148 votos)  |
| Jurassic World: Dominion       | 29% (431 reseñas) | 29% (394 reseñas) | 77% (264 000 votos)   | 38 (59 reseñas) | A-          | 5.6 (176 votos)     | 4.9 (11 868 votos)  |

## Personajes

### Actores
| Alan Grant           | Sam Neill            |                         | Sam Neill          |                     |                     | Sam Neill           |
| Ellie Sattler        | Laura Dern           |                         | Laura Dern (Cameo) |                     |                     | Laura Dern          |
| Dr. Ian Malcolm      | Jeff Goldblum        | Jeff Goldblum           |                    |                     | Jeff Goldblum       | Jeff Goldblum       |
| John Hammond         | Richard Attenborough | Richard Attenborough    |                    |                     |                     |                     |
| Owen Grady           |                      |                         |                    | Chris Pratt         | Chris Pratt         | Chris Pratt         |
| Claire Dearing       |                      |                         |                    | Bryce Dallas Howard | Bryce Dallas Howard | Bryce Dallas Howard |
| Dr. Henry Wu         | BD Wong              |                         |                    | BD Wong             | BD Wong             | BD Wong             |
| Tim Murphy           | Joseph Mazzello      | Joseph Mazzello (Cameo) |                    |                     |                     |                     |
| Lex Murphy           | Ariana Richards      | Ariana Richards (Cameo) |                    |                     |                     |                     |
| Donald Gennaro       | Martin Ferrero       |                         |                    |                     |                     |                     |
| Robert Muldoon       | Bob Peck             |                         |                    |                     |                     |                     |
| Ray Arnold           | Samuel L. Jackson    |                         |                    |                     |                     |                     |
| Dennis Nedry         | Wayne Knight         |                         |                    |                     |                     |                     |
| Gerry Harding        | Jerry Molen          |                         |                    |                     |                     |                     |
| Lewis Dodgson        | Cameron Thor         |                         |                    |                     |                     | Campbell Scott      |
| Dra. Sarah Harding   |                      | Julianne Moore          |                    |                     |                     |                     |
| Nick Van Owen        |                      | Vince Vaughn            |                    |                     |                     |                     |
| Eddie Carr           |                      | Richard Schiff          |                    |                     |                     |                     |
| Kelly Curtis Malcolm |                      | Vanessa Lee Chester     |                    |                     |                     |                     |
| Roland Tembo         |                      | Pete Postlethwaite      |                    |                     |                     |                     |
| Peter Ludlow         |                      | Arliss Howard           |                    |                     |                     |                     |
| Dieter Stark         |                      | Peter Stormare          |                    |                     |                     |                     |
| Dr. Robert Burke     |                      | Thomas F. Duffy         |                    |                     |                     |                     |
| Ajay Sidhu           |                      | Harvey Jason            |                    |                     |                     |                     |
| Paul Kirby           |                      |                         | William H. Macy    |                     |                     |                     |
| Amanda Kirby         |                      |                         | Téa Leoni          |                     |                     |                     |
| Eric Kirby           |                      |                         | Trevor Morgan      |                     |                     |                     |
| Sr. Udesky           |                      |                         | Michael Jeter      |                     |                     |                     |
| Billy Brennan        |                      |                         | Alessandro Nivola  |                     |                     |                     |
| M.B. Nash            |                      |                         | Bruce A. Young     |                     |                     |                     |
| Cooper               |                      |                         | John Diehl         |                     |                     |                     |
| Ben Hildebrand       |                      |                         | Mark Harelik       |                     |                     |                     |
| Vic Hoskins          |                      |                         |                    | Vincent D'Onofrio   |                     |                     |
| Gray Mitchell        |                      |                         |                    | Ty Simpkins         |                     |                     |
| Zach Mitchell        |                      |                         |                    | Nick Robinson       |                     |                     |
| Simon Masrani        |                      |                         |                    | Irrfan Khan         |                     |                     |
| Barry                |                      |                         |                    | Omar Sy             |                     | Omar Sy             |
| Zara Young           |                      |                         |                    | Katie McGrath       |                     |                     |
| Lowery Cruthers      |                      |                         |                    | Jake Johnson        |                     |                     |
| Vivian               |                      |                         |                    | Lauren Lapkus       |                     |                     |
| Karen Mitchell       |                      |                         |                    | Judy Greer          |                     |                     |
| Scott Mitchell       |                      |                         |                    | Andy Buckley        |                     |                     |
| Ken Wheatley         |                      |                         |                    |                     | Ted Levine          |                     |
| Gunnar Eversol       |                      |                         |                    |                     | Toby Jones          |                     |
| Benjamin Lockwood    |                      |                         |                    |                     | James Cromwell      |                     |
| Eli Mills            |                      |                         |                    |                     | Rafe Spall          |                     |
| Iris Carroll         |                      |                         |                    |                     | Geraldine Chaplin   |                     |
| Zia Rodríguez        |                      |                         |                    |                     | Daniella Pineda     | Daniella Pineda     |
| Franklin Webb        |                      |                         |                    |                     | Justice Smith       | Justice Smith       |
| Maisie Lockwood      |                      |                         |                    |                     | Isabella Sermon     | Isabella Sermon     |
| Kayla Watts          |                      |                         |                    |                     |                     | DeWanda Wise        |
| Ramsay Cole          |                      |                         |                    |                     |                     | Mamoudou Athie      |
| Soyona Santos        |                      |                         |                    |                     |                     | Dichen Lachman      |
| Rainn Delacourt      |                      |                         |                    |                     |                     | Scott Haze          |

## Criaturas
Las criaturas en negrita aparecen vivas.
El Tyrannosaurus y el Velociraptor son, por mucho, los dinosaurios más importantes y con mayor participación a lo largo de la saga.
| n.º | Jurassic Park     | The Lost World     | Jurassic Park III | Jurassic World     | Fallen Kingdom    | Battle at Big Rock | Campamento Cretácico | Dominion          |
| --- | ----------------- | ------------------ | ----------------- | ------------------ | ----------------- | ------------------ | -------------------- | ----------------- |
| 1   | Tyrannosaurus rex | Tyrannosaurus rex  | Tyrannosaurus rex | Tyrannosaurus rex  | Tyrannosaurus rex |                    | Tyrannosaurus rex    | Tyrannosaurus rex |
| 2   | Velociraptor      | Velociraptor       | Velociraptor      | Velociraptor       | Velociraptor      |                    | Velociraptor         | Velociraptor      |
| 3   | Parasaurolophus   | Parasaurolophus    | Parasaurolophus   | Parasaurolophus    | Parasaurolophus   | Parasaurolophus    | Parasaurolophus      | Parasaurolophus   |
| 4   | Triceratops       | Triceratops        | Triceratops       | Triceratops        | Triceratops       |                    |                      | Triceratops       |
| 5   |                   | Stegosaurus        | Stegosaurus       | Stegosaurus        | Stegosaurus       | Stegosaurus        | Stegosaurus          | Stegosaurus       |
| 6   | Gallimimus        | Gallimimus         |                   | Gallimimus         | Gallimimus        |                    | Gallimimus           | Gallimimus        |
| 7   |                   | Pteranodon         | Pteranodon        | Pteranodon         | Pteranodon        |                    |                      | Pteranodon        |
| 8   | Brachiosaurus     |                    | Brachiosaurus     |                    | Brachiosaurus     |                    | Brachiosaurus        | Brachiosaurus     |
| 9   |                   |                    | Ankylosaurus      | Ankylosaurus       | Ankylosaurus      |                    | Ankylosaurus         | Ankylosaurus      |
| 10  |                   | Compsognathus      | Compsognathus     |                    | Compsognathus     | Compsognathus      | Compsognathus        | Compsognathus     |
| 11  |                   |                    |                   | Apatosaurus        | Apatosaurus       |                    |                      | Apatosaurus       |
| 12  |                   | Pachycephalosaurus |                   | Pachycephalosaurus |                   |                    |                      |                   |
| 13  | Dilophosaurus     |                    |                   |                    |                   |                    | Dilophosaurus        | Dilophosaurus     |
| 14  |                   |                    |                   |                    | Baryonyx          |                    | Baryonyx             | Baryonyx          |
| 15  |                   |                    | Corythosaurus     |                    |                   |                    |                      |                   |
| 16  |                   |                    | Spinosaurus       |                    |                   |                    | Spinosaurus          |                   |
| 17  |                   |                    |                   |                    | Stygimoloch       |                    |                      | Stygimoloch       |
| 18  |                   |                    |                   |                    |                   |                    | Ouranosaurus         |                   |
| 19  |                   |                    |                   |                    |                   |                    | Monolophosaurus      |                   |
| 20  |                   |                    |                   |                    |                   |                    | Scorpios Rex         |                   |
| 21  |                   | Mamenchisaurus     |                   |                    |                   |                    |                      |                   |
| 22  |                   |                    | Ceratosaurus      |                    |                   |                    | Ceratosaurus         |                   |
| 23  |                   |                    |                   | Indominus rex      |                   |                    | Indominus rex        |                   |
| 24  |                   |                    |                   | Dimorphodon        |                   |                    | Dimorphodon          | Dimorphodon       |
| 25  |                   |                    |                   | Mosasaurus         | Mosasaurus        | Mosasaurus         | Mosasaurus           | Mosasaurus        |
| 26  |                   |                    |                   |                    | Carnotaurus       |                    | Carnotaurus          | Carnotaurus       |
| 27  |                   |                    |                   |                    | Sinoceratops      |                    | Sinoceratops         | Sinoceratops      |
| 28  |                   |                    |                   |                    | Indoraptor        |                    |                      |                   |
| 29  |                   |                    |                   |                    |                   | Nasutoceratops     |                      |                   |
| 30  |                   |                    |                   |                    | Allosaurus        | Allosaurus         |                      | Allosaurus        |
| 31  |                   |                    |                   |                    |                   |                    | Smilodon             |                   |
| 32  |                   |                    |                   |                    |                   |                    | Kentrosaurus         |                   |
| 33  |                   |                    |                   |                    |                   |                    | Spinoceratops        |                   |
| 34  |                   |                    |                   |                    |                   |                    | Nothosaurus          |                   |
| 35  |                   |                    |                   |                    |                   |                    |                      | Giganotosaurus    |
| 36  |                   |                    |                   |                    |                   |                    |                      | Atrociraptor      |
| 37  |                   |                    |                   |                    |                   |                    |                      | Pyroraptor        |
| 38  |                   |                    |                   |                    |                   |                    |                      | Dreadnoughtus     |
| 39  |                   |                    |                   |                    |                   |                    |                      | Therizinosaurus   |
| 40  |                   |                    |                   |                    |                   |                    |                      | Iguanodon         |
| 41  |                   |                    |                   |                    |                   |                    |                      | Microceratus      |
| 42  |                   |                    |                   |                    |                   |                    |                      | Dimetrodon        |
| 43  |                   |                    |                   |                    |                   |                    |                      | Moros intrepidus  |
| 44  |                   |                    |                   |                    |                   |                    |                      | Lystrosaurus      |
| 45  |                   |                    |                   |                    |                   |                    |                      | Oviraptor         |
| 46  |                   |                    |                   |                    |                   |                    |                      | Quetzalcoatlus    |
| 47  |                   |                    |                   |                    |                   |                    |                      | Langosta          |
| 48  |                   |                    |                   |                    |                   |                    |                      | Lamprea           |

- La indominus rex, el Indoraptor, la Scorpios Rex y los Spinoceratops, son especies híbridas y totalmente originales de la saga, por lo tanto, estas nunca existieron.

## Diferencias entre la novela y la película
Existen algunas diferencias sustanciales entre el libro y la película. Algunas de estas diferencias son la eliminación de personajes y una cronología alterada. Además algunos personajes son modificados respecto de sus equivalentes en la novela.
- Ian Malcolm, tal como aparece en el libro, es un hombre con un sentido del humor ácido e inteligencia brillante que no pudo apreciar la exactitud de sus teorías sobre los errores de la gestión del parque porque un ataque de dinosaurio lo hiere gravemente y consecuentemente es inmovilizado. Los extensos monólogos de Malcolm son atenuados en la película. En el libro supuestamente muere al final, dado que la ayuda médica no llega a tiempo (al menos es lo que se les informa a Grant y Sattler una vez fuera de la isla), sin embargo, Ian Malcolm reaparece en la segunda parte El mundo perdido.
- La relación entre Alan Grant y Ellie Sattler en el libro era puramente profesional, mientras que en la película están implicados románticamente.
- Donald Gennaro se describe como un tipo musculoso en la novela, y su edad se estipula alrededor de los 40. En la película se le presente como un hombre mayor y de rasgos más finos. En el libro, Gennaro se muestra más valiente que en la película. Este personaje sobrevive en el libro, pero no en la película.
- El personaje de John Hammond es completamente diferente - en el libro muere al final a merced de un numeroso grupo de dinosaurios pequeños, los procompsognathus ("compis"), mientras intentaba subir una colina hacia su búngalo con un tobillo roto, teniendo en mente planes para reconstruir el parque en alguna otra parte, para irritación de sus huéspedes y sus nietos. Asimismo, se nos muestra como un personaje carente de escrúpulos, capaz de cualquier cosa en pos del éxito económico. En la película, Hammond escapa completamente ileso, humillado y aterrorizado por la monstruosidad que ha creado. En el libro, también lo retratan como un viejo caprichoso y absurdo. Es mucho más sabio y agradable en la película.
- En la novela, Lex Murphy es más joven que Tim y retratada como una niña atrevida, mientras que Tim es fanático de los ordenadores con una obsesión por los dinosaurios. En la película, Tim es el más joven de los dos y su personalidad de hacker informático es retratada por Lex.
- Robert Muldoon sobrevive en la novela. Además es retratado como un personaje alcohólico.
- En la novela la isla carece de armas, radios, seguridad suficiente. El paradigma de John Hammond de "no reparé en gastos" no existe, al contrario, la isla se crea con el mínimo de recursos necesarios para el funcionamiento.
- Henry Wu tiene mucho más protagonismo en la novela. Además muere a manos de los velociraptores, mientras que en la película aparece como uno de los científicos del parque y escapa con vida.
- Alan Grant es un verdadero héroe que acaba con los velociraptores.
- El videojuego Jurassic Park de Sega Genesis retrata fielmente la novela - al punto de incluir una etapa en el río, que es fundamental en el libro.

## Incoherencias internas
Hay diferencias clave entre las novelas, las películas y los cómics en Jurassic Park. Las diferencias no sólo están en la disposición arquitectónica de la isla, sino también en los dinosaurios, las fechas, e incluso los personajes utilizados. El estado sobre lo que sería considerado como canon varía desde el punto de vista con el que se vea la franquicia Jurassic Park. Por ejemplo, si uno tomara las películas como la fuente oficial del canon, sólo los acontecimientos considerados en las tres películas serían considerados canon de la misma; sin embargo, si uno tomara estrictamente las novelas como la fuente oficial entonces sólo las novelas serían consideradas canon. Los videojuegos, en especial Trespasser, son considerados (en teoría) canon de las películas, aunque también tienen algunas contradicciones. Los cómics ilustran a la Isla Nublar con una cantidad indeterminada de dinosaurios, e incluso traen a Robert Muldoon de nuevo a la vida. La conclusión a la que se puede llegar de esto es que las novelas, los cómics, y las películas deben ser considerados cada uno dentro de su propio canon individual y no se pueden combinar entre ellos.
Los mismos parques temáticos son otra interpretación de esta franquicia, pues ignoran algunos temas precautorios en un esfuerzo de reconstruir el parque de John Hammond y mandar a los visitantes en un viaje emocionante que incluye a los amenazantes velociraptores que se escapan y el mismo tiranosaurio. La información sobre los paseos fue extraída de la película. Si los paseos contradicen lo que fue indicado en las películas sobre la información pertinente a la funcionalidad del parque, de las islas, o de los dinosaurios que estaban presentes, simplemente no son tomadas en cuenta. Esto puede parecer un poco confuso, pero es la única manera ver cómo las Isla Nublar e Isla Sorna se relacionan.

## Desenlace original
Originalmente, se pretendió que la primera película finalizara con el esqueleto del tiranosaurio (en el centro de visitantes) cayendo sobre los velociraptores antes de que atacasen a Alan Grant, Tim, Lex, y Ellie Sattler. Hammond llega y dispara a los velociraptores con una escopeta. Posteriormente, cuando el final original fue considerado como demasiado simplista, el esqueleto fue sustituido por un tiranosaurio vivo que ataca a los velociraptores, salvando al Doctor Grant y a los otros. Este desenlace también elimina la escena donde se dispara a los velociraptores. En ambas versiones, los seres humanos supervivientes huyen rápidamente con Hammond en su Jeep hacia el helicóptero y escapan de la isla.
El final original fue utilizado en el videojuego de Jurassic Park para Sega Genesis. El final se utiliza en el modo historia de Alan Grant, con una alteración de menor importancia, en el cual el jugador tiene que usar granadas para derribar el esqueleto y matar al velociraptor. Alternativamente, si el modo historia es el del velociraptor, el final del videojuego implica golpear la base del esqueleto con las patas haciéndolo derrumbar. De ese modo se consigue derrotar a Alan Grant.

## Cuestiones biológicas
Algunos dinosaurios de la saga no tienen coincidencias con los dinosaurios como fueron en la realidad. El velociraptor de Jurassic Park es más grande que los velociraptor real, aproximando su tamaño con el del Deinonychus, o el Utahraptor ambos dromeosáuridos de características similares pero de tamaños muy superiores. Además, el velociraptor al igual que muchos otros terópodos poseía plumas. 
El Procompsognathus de la novela segrega un veneno similar al de una cobra, aunque más primitivo. Esta capacidad para incapacitar a su presa está ausente en las películas.
El Dilophosaurus de la película es más pequeño que el Dilophosaurio real (6 m), y tenía en el cuello una membrana muy llamativa similar al del clamidosaurio aparte de una glándula segregadora de veneno. Este pliegue y el veneno se escribieron posteriormente en la novela.
Respecto a la teoría de que el tiranosaurio no podía ver a un ser inmóvil, algunas personas critican que, de todos modos, los podría oler. Además, la mayoría de los paleontólogos consideran que el tiranosaurio sí podía ver a presas estáticas y que de hecho habría poseído una aguda visión estereoscópica. Esto se reconoce en la segunda novela, El mundo perdido: Jurassic Park, cuando un personaje procura evitar el ataque de un tiranosaurio al no moverse. Esta táctica falla y es criticada por el paleontólogo Richard Levine, argumentando que el tiranosaurio no atacaría a la presa de no ser por hambre. En la primera novela, de todas maneras, se da a entender que esta incapacidad visual que el tiranosaurio comparte con otros dinosaurios se debe a la utilización de ADN de anfibios en la reconstrucción del código genético. 

### Otras cuestiones
En la escena donde Dennis Nedry roba el ADN de los dinosaurios, varios nombres en los tubos criogénicos están mal escritos. Tanto en el libro como en la película se afirma que los dinosaurios son incapaces de sintetizar por sí mismos el aminoácido de lisina, sin embargo, la lisina es uno de los aminoácidos esenciales que ningún animal vertebrado contemporáneo puede sintetizar, de modo que no sería una medida de seguridad tan astuta como parece. Esto explica la supervivencia de los dinosaurios en la Isla Sorna, y de hecho lo confirma un personaje.

### Base contextual biotecnológica
El ADN de los dinosaurios se extrae de mosquitos fosilizados en ámbar, y ésta pequeña cantidad es entonces amplificada por la reacción en cadena de la polimerasa (PCR). Esto ha sido realizado anteriormente sin éxito.
Existen algunos problemas con este método:
1. Algunos ADN mostrados en la película son extraídos de mosquitos atrapados en ámbar dominicano. El ámbar dominicano tiene aproximadamente 30 millones de años de antigüedad, cuando los dinosaurios tienen más de 65 millones de años.
2. Se desconoce qué sangre de dinosaurio contienen las muestras. Sería imposible decir cuál es la especie, porque las secuencias de ADN se ubicarían en alguna parte entre el de los pájaros y el de los cocodrilos. El libro trata este asunto, indicando que "apenas se interesan por averiguarlo" para molestia de Malcolm.
3. El PCR de la actualidad no puede amplificar grandes cantidades de ADN. Si fuera posible se perdería gran cantidad de tiempo.
4. El ámbar es uno de los materiales más conservadores, debido a que es orgánico. Pero el ADN no puede conservarse durante millones de años.
5. Los huecos del ADN son completados con ADN de anfibio. Esto es extremadamente difícil, aunque el uso de ADN de rana es una justificación al cambio de sexo de los dinosaurios.

### Libros relacionados
- La ciencia de Jurassic Park y El mundo perdido, cómo crear un dinosaurio. Rob DeSalle y David Lindley. BasicBooks, Nueva York, 1997. xxix, 194 páginas ilustradas. ISBN 0-465-07379-4.

- El dragón vuela bajo, relato del escritor español Héctor Peña Manterola. Homenajea Parque Jurásico III. Incluido en Mecánica de fluidos. Héctor Peña Manterola. Editorial Cuatro Letras, Madrid, 2023. 268 páginas. ISBN 978-84-127580-2-3.

## Cómics
La película contó con unos creadores de lujo. Gil Kane que ya había dibujado las incursiones de Spider-Man en el mundo prehistórico de Ka-Zar se encargó del dibujo, George Pérez del entintado y el guion corrió por cuenta de Walter Simonson. Ediciones B editó en el mercado español los cuatro números de la serie en formato comic book y en un tomo recopilatorio (álbum de 1993).

## Videojuegos
Se han hecho muchos videojuegos de Jurassic Park como material relacionado con la película. Los títulos han aparecido en una amplia gama de sistemas, incluyendo NES, Sega Master System, Game Boy, Game Boy Color, Game Boy Advance, Game Gear, Game.com, Commodore Amiga, PC (MS-DOS y Windows), SNES, Sega Mega Drive, Sega Mega-CD, 3DO, Sega Saturn, PlayStation, PlayStation 2, PlayStation 3, PlayStation 4, Xbox, Xbox 360 Xbox One, Wii U Y Nintendo Switch. También se realizaron varios arcades Y Juegos para Teléfonos inteligentes.

## Series de televisión animada
- Jurassic World: Campamento Cretácico (2020-2021)
- Jurassic World: Teoría del Dinocaos (2024)

## Música
La banda sonora fue escrita por John Williams, siendo él mismo quien dirigió la orquesta sinfónica de Londres durante su grabación. A Williams se le deben las bandas sonoras de las sagas de La Guerra de las Galaxias, Tiburón, Superman, Indiana Jones, Harry Potter (Solo en la Piedra Filosofal, la Cámara Secreta y el Prisionero de Azkaban) e Inteligencia Artificial entre otras.